# Зоран Симјановић
Зоран Симјановић (Београд, 11. мај 1946 — Београд, 11. април 2021) био је српски композитор музике за филм и позориште и професор Факултета драмских уметности Универзитета уметности у Београду.

## Биографија
Рођен је у Београду 1946. године, где је завршио Музичку академију. Током шездесетих је свирао у музичкима саставима Силуете и Елипсе. Каријеру компоновања музике за филм је започео 1975. године. На Факултету драмских уметности предаје од 1993. године, а од 1999. до 2002. године је предавао на Факултету музичке уметности у Београду. Једно време је предавао и на Академији умјетности у Бањој Луци.
Умро је 11. априла 2021. године у Београду, од последица корона вируса. Сахрањен је 16. априла 2021. године на Новом гробљу у Београду.
Његов деда Драгослав Васиљевић био је свестрани уметник.

## Награде
Освојио је више награда:
- Награда Дарко Краљић за 2018. (уручена 2019).[10][11]
- Награда за животно дјело 2007.
- Прва награда на фестивалу у Монте Карлу 2003. за музику у филму Сјај у очима.
- Награда града Београда 2002.
- Награда на фестивалу „Сунчане скале“ у Херцег Новом 2000. за најбољу музику у филму Буре барута.
- Награда „Боро Таминџић“ на фестивалу у Мојковцу 1999. за музику у филму У име оца и сина.
- Награда Југословенске академије 1993. за музику у филму Танго аргентино.
- Златна мимоза на Фестивалу режије у Херцег Новом 1992. за музику у филму Тито и ја.
- Кристална призма 1992. за музику у филму Танго аргентино.
- Прво мјесто на смотри КСМ у Младеновцу 1985. за музику у филму Отац на службеном путу.
- Златна арена 1983. за најбољу музику те године у Југославији у филму Балкан експрес.
- Златна арена 1978. за најбољу музику те године у Југославији у филму Мирис пољског цвећа.

## Музика за филм
| Год.   | Назив                          | Улога |
| ------ | ------------------------------ | ----- |
| 1970-е |                                |       |
| 1975.  | Љубичице (ТВ)                  |       |
| 1975.  | Грлом у јагоде                 |       |
| 1976.  | Све што је било лепо           |       |
| 1977.  | Специјално васпитање           |       |
| 1977.  | Мирис пољског цвећа            |       |
| 1978.  | Пуцањ у шљивику преко реке     |       |
| 1978.  | Ноћ од паучине (ТВ)            |       |
| 1978.  | Невјесте долазе                |       |
| 1978.  | Бошко Буха                     |       |
| 1979.  | Национална класа               |       |
| 1979.  | Земаљски дани теку             |       |
| 1980-е |                                |       |
| 1980.  | Само за двоје                  |       |
| 1980.  | Ћоркан и Швабица (ТВ)          |       |
| 1980.  | Петријин венац                 |       |
| 1980.  | Мајстори, мајстори             |       |
| 1981.  | Челичење Павла Плетикосе       |       |
| 1981.  | Сјећаш ли се Доли Бел          |       |
| 1981.  | Газија (филм)                  |       |
| 1981.  | Сок од шљива                   |       |
| 1981.  | Нека друга жена                |       |
| 1982.  | Четвртак уместо петка          |       |
| 1982.  | Дон Жуан се враћа из рата      |       |
| 1982.  | Маратонци трче почасни круг    |       |
| 1982.  | Јелена Гавански (ТВ)           |       |
| 1982.  | Нешто између                   |       |
| 1982.  | Двије половине срца            |       |
| 1982.  | Вариола вера (филм)            |       |
| 1983.  | Балкан експрес                 |       |
| 1983.  | Малограђани                    |       |
| 1983.  | Иди ми, дођи ми                |       |
| 1984.  | Пази шта радиш (Матуранти)     |       |
| 1984.  | Мољац (филм)                   |       |
| 1984.  | Опасни траг                    |       |
| 1984.  | Шта је с тобом, Нина           |       |
| 1984.  | Шта се згоди кад се љубав роди |       |
| 1985.  | Будите исти за 20 година (ТВ)  |       |
| 1985.  | Двоструки удар (ТВ)            |       |
| 1985.  | Отац на службеном путу         |       |
| 1985.  | Тајванска канаста              |       |
| 1985.  | И то ће проћи                  |       |
| 1985.  | Јагоде у грлу                  |       |
| 1985.  | Бал на води                    |       |
| 1985.  | Жикина династија               |       |
| 1986.  | Грифон у Београду (ТВ)         |       |
| 1986.  | Лепота порока                  |       |
| 1987.  | Увек спремне жене              |       |
| 1987.  | Анђео чувар (филм)             |       |
| 1987.  | Већ виђено (филм)              |       |
| 1987.  | Лагер Ниш (филм)               |       |
| 1988.  | За сада без доброг наслова     |       |
| 1988.  | Пут на југ                     |       |
| 1988.  | Тајна манастирске ракије       |       |
| 1988.  | Други човек                    |       |
| 1989.  | Апстиненти (ТВ)                |       |
| 1989.  | Балкан експрес 2               |       |
| 1989.  | Сабирни центар                 |       |
| 1989.  | Урош блесави                   |       |
| 1989.  | Станица обичних возова         |       |
| 1989.  | Време чуда                     |       |
| 1989.  | Шведски аранжман               |       |
| 1989.  | Масмедиологија на Балкану      |       |
| 1990-е |                                |       |
| 1990.  | Балканска перестројка          |       |
| 1991.  | Вирџина                        |       |
| 1992.  | Танго аргентино                |       |
| 1992.  | Тито и ја                      |       |
| 1993.  | Броз и ја (мини серија)        |       |
| 1993.  | Кажи зашто ме остави           |       |
| 1995.  | Тераса на крову                |       |
| 1995.  | Урнебесна трагедија            |       |
| 1997.  | Павле Вуисић 1926-1988         |       |
| 1997.  | Мија Алексић 1923-1995         |       |
| 1998.  | Буре барута                    |       |
| 1998.  | Зоран Радмиловић 1933-1985     |       |
| 1998.  | Миливоје Живановић 1900-1976   |       |
| 1999.  | Пролеће у Лимасолу             |       |
| 1999.  | У име оца и сина               |       |
| 2000-е |                                |       |
| 2001.  | Србија, године нулте           |       |
| 2001.  | Харолд и Мод (ТВ)              |       |
| 2002.  | Кордон                         |       |
| 2003.  | Сјај у очима                   |       |
| 2004.  | Пад у рај                      |       |
| 2004.  | Сан зимске ноћи                |       |
| 2005.  | Балканска браћа                |       |
| 2007.  | Осма седница или живот је сан  |       |
| 2008.  | Турнеја                        |       |
| 2009.  | Беса                           |       |
| 2010-е |                                |       |
| 2010.  | Златно теле                    |       |
| 2013.  | Фалсификатор                   |       |
| 2014.  | Једнаки                        |       |
| 2016.  | Слепи путник на броду лудака   |       |
| 2019.  | Делиријум тременс (серија)     |       |
| 2020-е |                                |       |
| 2021.  | Тајне винове лозе              |       |

## Дискографија
У периоду од 1965. до 1999. године је издао 24 музичка албума.